# جراند ثفت أوتو: ذا بالد أوف غاي توني
سرقة السيارات الكبرى: ذي بالاد أوف غاي توني (بالإنجليزية: Grand Theft Auto: The Ballad of Gay Tony)‏ هي لعبة فيديو مفتوحة من نوع آكشن ومغامرات طورتها روكستار نورث، وهي تتبع لعبة سرقة السيارات الكبرى 4. وتحكي قصة لويس لوبيز الذي كان جندي سابق ويعرف شخص يدعى . توني بيرانس وتظهر  شخص عربي يدعى يوسف امير   في  الملهى الليلي نزل أصدار اللعبة لأجهزة إكس بوكس 360، بلاي ستيشن 3 في أكتوبر 2009. ومن ثم على لمايكروسوفت ويندوز في 13 أبريل 2010.

## القصة

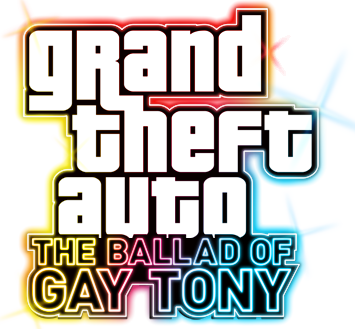
سرقة السيارات الكبرى: ذي بالاد أوف غاي توني

تبدأ اللعبة مع شخصية لويس فرناندو الذي يؤخذ كرهينة خلال عملية سطو المصرف في مدينة الحرية في الغونكوين، التي يقوم بها نيكو بيليك وديريك مكراري ومايكل كاين. عضو بنادي أسلحة محلية يكون مع لويس وهو بيوجين ريبر الذي يقتل كاين ثم يقتله باكي مكراري للإنتقام، المشهد يوضح أعقاب عملية السطو، ولويس يثير شك الشرطة حول الحادث الذي وقع قبل أن ينتقل إلى مخزن توني الشاذ، في الطريق إلى هناك، يكون يقطع الشارع فيراه وهو يتحدث الهاتف لكنه لا يعرفه فيتابع طريقه، وجوني كليبتز الذي يكون يقود دراجته يتجاوزه. روكو بيلوسي كان عضوا في عصابة انشيلوتي الكبير وشريكه فينس، يدخلوا المخزن ليجمعوا دخل نادي توني الأسبوعي وتسديد فوائد القروض غير المسددة ثم يناقش توني مع لويس وضعه المالي الوخيم مع الناديين (مايسونيت 9) و(هرقل) في محاولة لكسب ود روكو، توني ولويس يذهبون إلى الحي الصيني للتفاوض على اتفاق ثلاثي كبير بيلي جراي رئيس عصابة الدراجات (ذا لوست) ينظر إلى ترتيبات لكمين على جوني كليبتز وجيم فيتزجيرالد مع الثالوث، بينما توني ولويس يدخلون الغرفة، المفاوضات تخقف، ويحمي لويس توني وهم يهربون خارج الحي الصيني.
لويس يزور أمه، الذي لديها أيضا قضايا مالية، وأصدقاء طفولته هنريك بارداس، وتوريس ارماندو، أم لويس لا توافق على أسلوب حياته، تود منه أن يذهب للجامعة، هنريك وأرماندو صديقي لويس المتورطين بتجارة المخدرات، لويس سرعان ما يصبح على معرفة مع يوسف أمير، شركاء تطوير عقاري في مدينة الحرية، لويس يساعد يوسف للحصول على عدة مركبات بما في ذلك مروحية عسكرية تسمى صقر، التي سرقها لويس تاجر شاحنة أسلحة من جنوب أفريقيا، ويسرق أيضاً مدرعة تستخدمها وزارة الأمن الداخلي في الولايات المتحدة، وحتى يسرق مترو نقل.
في هذه الأثناء يرأس توني حلقة إنهيار بسبب تعاطي المخدرات، الذي قدمه له صديقه إيفان موس، لويس وتوني وإيفان يتوجهون إلى الأحواض لشراء مليونَي دولار من الماس من طاهي قادم على متن ناقلة للبترول، تسمى (بلانبوس)، في أول مشهد للعبة سرقة السيارات الكبرى 4 يُشاهد الطاهي وهو يخلط الألماسات إلى خليط كعكة في السفينة بينما نيكو يمشي، خلال التبادل، عضو من عصابة ذا لوست يقودها جوني كليبتز يهجموا على إيفان ويقتلوه للحصول على الماس، ثم يعد توني لويس أنه سيترك تعاطي المخدرات، ويقدمه إلى كيوبتس موري وإلى أخيه الصغير بروسي. موري مغرور جداً ويستهين بأخيه بروسي، بعد ذلك يقف لويس من أجل أخيه الأصغر، لويس يدير في نهاية المطاف إلى إلغاء الديون التي على توني لموري. بعد انتهاء لويس من خدمته الأخيرة لموري، بروسي يقف لأخيه ويلكمه على أنفه، بروسي يظهر في مشهد في نادي ماسيونيت 8 وهو يشكر لويس، ويحرز تقدم جنسي عليه. موري يتصل في وقت لاحق مع لويس، ويكشف أنه إتخذ موقف ديكتاتوري في البلدية.
توني ولويس يقابلون راي بولجارين وزميله تيمور في نادي مايسونيت 9 الذين يقدمون عرضاً للويس أن يقوم ببعض الأعمال مقابل الحصول على مساعدة مالية. لويس يساعد على التخلص من بعض وكلاء بولجارين الفيدراليين الفاسدين والحصول على فريق رامباج للهوكي. جرايسي انشيلوتي يدمن على المخدرات مرة أخرى ويختطف بعد ذلك من قبل مجهولين (اكتشف أنهم نيكو بيليك وباكي مكراري). وعلى إثبات أن انشيلوتي قد خطف جرايسي بسبب الماس وإشارة اللوم على توني ولويس. توني يعلم أنه يجري تبادل الماس في ليبرتونيان ويرسل لويس لإحضارها لويس ينصب كمين بعملية التبادل (التي تجري بين نيكو بيليك وجوني كليبتز) ويهرب في الصقر المطلية بالذهب.
بولجارين يهاتف لويس، يخبره أن يذهب إلى سطح مبنى في وسط مدينة الغونكوين، بينما لويس يكشف الرأس المقطوع لرئيس الطهاة من البلانبوس، بولجارين يوضح أن الماس تنتمي إليه ويتهم الطاهي، لويس وتوني يتواطؤا ليسرقوهم. ثم يتضح أن بولجارين قاد لويس لكمين على السطح ثم يهرب على قيد الحياة. ثم يتم ترتيب لويس وتوني من قبل والد جرايسي جيوفاني انشيلوتي، لتبادل الماس مع الخاطفين من أجل إعادة جرايسي، في عملية التبديل بولجارين يظهر ويأمر رجاله بالهجوم على المهاجمين، باكي مكراري ونيكو بيليك. بولجارين يهرب من المشهد، ووسط فوضى الماس يقع في تفريغ الشاحنات في الإتجاه المعاكس، بعذ ذلك يهرب لويس وتوني وجرايسي بنجاح بقارب سريع.
نتيجة الانشغال بالأحداث الأخيرة، توني يهمل دفع ديونه والمدينة تغلق كل نواديه. لويس يقابل روكو وفينس في حديقة الأوسط في الحمامات، ويشرحون له أنه عليه أن يقتل توني قبل كل من لانشيلوتي والروس يقررون كفريق واحد أن يقتلوا توني ولويس والعائلة والأصدقاء بأكملهم. لويس يظهر بنادي مايسونيت 9 ويتأمل أن يطلق النار على توني قبل أن يشير السلاح على رأس فينس، توني يحذر لويس ألا يطلق النار على روكو لأنه رجل الشرف، روكو يهرب، والروس يظهرون وهم يطلقون النار داخل النادي، توني يلوم لويس للتفكير في قتله، ثم يهرب إلى شقته ليحزم أغراضه ويذهب للصحراء، لويس يقنع توني أنه اختار عدم قتله لأنهم ضد العالم وأنهم بحاجة إلى حل وضعهم، لويس يكون لديه مشروع في جزيرة اليراع لنصب كمين للتبادل الهيروين الروسي، ويخبر توني ليختبئ في هيكل المونوجلوب في حديقة المروج.
في مدينة المعارض لويس يدمر الهيروين ويقتل تيمور، الذي يذكر أن بولجارين سيهرب من المدينة بالطائرة في غضون ساعتين، بعد محادثة هاتفية مناسبة، يوسف يظهر في الصقر ويقضي على الروس الهاربين بينما لويس يقود إلى المطار، لويس يتمكن من الصعود إلى الطائرة، وقتل جميع من كانوا على متنها واعوانها، ثم يخرج بولجارين من الكابينة يريد أن ينتقم ومعه قنبلة يدوية، يهدده أنه سوف يدمر كليهما إذا حاول أن يقتله، لويس يأخذ المخاطر ويطلق النار على بولجارين، الذي يسقط القنبلة مما يؤدي إلى انفجارها. لويس يخرج من الطائرة ويفتح المظلة إلى بر الأمان، ويتجه إلى ميدوز بارك حيث ينتظر توني هناك، في طريق الخطأ، لويس يصطدم برجل مشرد في سلة المهملات، ويرى أن قطعة من الماس المفقودة في القمامة فيبتهج، يوسف يقترب من توني ولويس ويحتفلون الثلاثة بالنصر، ويتطلعون نحو المستقبل، في نهاية تسلسل طاقم عمل اللعبة، يٌشاهد موري وبروسي يتقاتلان بقفل تحت الأرض، وباكي مكراري يغادر مدينة الحرية على متن طائرة بالمال الذي سرقه من البنك مع نيكو بيليك في بداية اللعبة، الرجل المشرد الذي وجد الماس يعيش في وقت لاحق بقصر، ومحاط به النساء، ويعاد فتح جميع نوادي توني، بعد هذا يمكن للاعب إختيار المراحل السابقة إذا اختار هذا.

## الشخصيات
| الشخصية            |
| ------------------ |
| لويس فرناندو لوبيز |
| توني برينس         |
| جرايسي انشيلوتي    |
| يوسف أمير          |
| راي بولغارين       |
| موري كيبوتز        |

## الجوائز
وتفوز اللعبة، مع ميتاسكور من 89 في ميتاكريتيك ، وفي 2009 فازت بجائزة سبايك للعبة الفيديو، غراند ثفت أوتو: ذي بالاد أوف غاي توني حصل على جائزة أفضل مدينة.

## وصلات خارجية
- جراند ثفت أوتو: ذا بالد أوف غاي توني على موقع IMDb (الإنجليزية)

- الموقع الرسمي
- سرقة السيارات الكبرى: ذي بالاد أوف غاي توني على سرقة السيارات الكبرى ويكي